# Edda Heiðrún Backman
Pour les articles homonymes, voir Backman.
Edda Heiðrún Backman, née le 27 novembre 1957 à Akranes et morte le 1er octobre 2016 à Reykjavik, est une actrice, chanteuse et peintre islandaise.

## Biographie
Fille de Jóhanna Dagfríður Arnmundardóttir et de Halldór Sigurður Backman, elle naît en à Akranes en 1957. Sa famille déménage à Reykjavik alors qu'elle est âgée de 3 ans. Elle est issue d'une fratrie de trois enfants. Sa première visite dans un théâtre à l'âge de 9 ans la conduit à s'intéresser au monde de la scène : une représentation de la pièce pour enfant In the Forest of Huckybucky de Thorbjørn Egner est alors jouée. Backman sort diplômée de l'école secondaire de Menntaskólinn við Sund à Reykjavik en 1978, puis de l'école d'art dramatique de Leiklistarskóli Íslands en 1983.
Le premier rôle de Backman est dans la pièce Í hart í bak de Jökull Jakobsson, puis dans une adaptation islandaise de la comédie musicale Blanches colombes et vilains messieurs (Guys and Dolls) d'Abe Burrows et Jo Swerling, jouée au Théâtre national d'Islande à Reykjavik.
Dès 1985, elle connaît ses premiers rôles au cinéma, d'abord dans le film Svart og sykurlaust, puis dans Eins og skepnan deyr l'année suivante. Elle joue aussi le personnage d'Audrey dans l'adaptation islandaise de La Petite Boutique des horreurs. Ce rôle marque la première expérience de l'actrice dans la chanson.
La fin des années 1980 lui apporte de nouveaux rôles, notamment dans l'adaptation des Misérables, puis celui de Colombine dans la pièce Lygarinn. En 1989, elle rejoint le nouveau théâtre municipal de Reykjavik.
En 1990, Backman conclut un contrat d'une année comme chanteuse au Théâtre national d'Islande, notamment dans l'adaptation islandaise de Roméo et Juliette. La même année, elle obtient une subvention destinée aux acteurs islandais prometteurs. Backman décide d'investir cet argent dans un voyage de cinq semaines en Russie pour visiter les théâtres de Moscou et de Leningrad à des fins éducatives. En 1991, un différend avec un metteur en scène pousse l'actrice à résilier son contrat avec le Théâtre national d'Islande et à revenir au théâtre municipal de Reykjavik. Elle joue alors Elmira dans Tartuffe de Molière.
Entre 1992 et 1997, les rôles se succèdent au théâtre et dans les comédies musicales : Lady Macbeth dans Macbeth, Elvira dans Don Juan et Sally Bowles dans Cabaret sont quelques exemples.
Sur le petit écran, elle joue le rôle de Vala dans le téléfilm Pony Trek, puis dans Sigla himinfley, une mini-série dramatique axée sur une influente famille de pêcheurs islandais.
Backman est également connue pour ses doublages de nombreux personnages de la franchise de films Disney : Jasmine dans Aladdin, Shenzi dans Le Roi lion, Esmeralda dans Le Bossu de Notre-Dame et Lady dans La Belle et le Clochard.
En 2006, elle décide de mettre fin à sa carrière d'actrice. Elle ouvre alors une boutique de vente de fleurs et de chocolats (Súkkulaði og rósir). Elle se découvre également une passion pour la peinture, réalisant des toiles représentant des oiseaux et des portraits de ses amis. Elle participe à plusieurs expositions à Reykjavik à partir de 2009.
Attachée à la préservation de l'environnement et de la nature islandaise, elle fonde l'association Rodd náttúrunnar (en français : Voix de la nature) avec pour ambition de créer un parc national pour sauvegarder les highlands islandais.
Atteinte d'une maladie neurodégénérative, Edda Heiðrún Backman est admise à l'Hôpital universitaire Landspitali de Reykjavik où elle décède le 1er octobre 2016, âgée de 58 ans.

## Filmographie
- 1985 : Schwarz und ohne Zucker
- 1986 : Eins og skepnan deyr : Lara
- 1987 : Öskubuska og maðurinn sem átti engar buxur (TV) : Maja
- 1987 : Enginn venjulegur drengur (TV)
- 1992 : Ævintýri á Norðurslóðum : Mère (segment Hestar og huldufólk)
- 1992 : Un conte de notre époque
- 1992 : Áramótaskaup 1992 (TV)
- 1994 : Bíódagar : Mamma Bigga (créditée Edda Heiðrún Backman)
- 1995 : Í draumi sérhvers manns : Rósa
- 1995 : Pony Trek (TV) : Vala
- 1996 : Sigla himinfley (mini-série TV) : 6 épisodes
- 1997 : Fornbókabúðin (série TV) : Ester
- 1997 : A Legend to Ride (TV) : Vala
- 1997 : Stikkfrí : Mamma Yrsu
- 1998 : Sporlaust : Svava (créditée Edda Heiðrún Backman)
- 2000 : 101 Reykjavík : Kona Páls
- 2002 : Áramótaskaup (TV) : Ingibjörg Sólrún Gísladóttir
- 2003 : Áramótaskaup 2003 (TV) : Ingibjörg Sólrún Gísladóttir
- 2004 : Lumière froide : Birna, la mère de Tumi

## Distinctions
- 2003 : Edda Award
- 2005 : Ordre du Faucon[6]
- 2006 : City Artist of Reykjavík[7]